# Cebollatí
Cebollatí ist eine Stadt im Osten Uruguays.

## Geographie
Sie befindet sich im Norden des Departamento Rocha in dessen Sektor 6 am Ufer des Río Cebollatí, der hier die Grenze zum Nachbardepartamento Treinta y Tres bildet. In etwa 15 Kilometer Entfernung in östlicher Richtung ist die Laguna Merín und die dortige Grenze zum Nachbarland Brasilien gelegen. Cebollatí ist die nördlichste Siedlung des Departamentos Rocha.

## Infrastruktur
Cebollatí ist über die durch das Stadtgebiet führende Ruta 15 an das Verkehrswegenetz angeschlossen.

## Einwohner
Im Rahmen der Volkszählung des Jahres 2011 wurden 1.609 Einwohner ermittelt, davon 802 männliche und 807 weibliche.
| Jahr | Einwohner |
| ---- | --------- |
| 1963 | 1.271     |
| 1975 | 1.459     |
| 1985 | 1.115     |
| 1996 | 1.490     |
| 2004 | 1.606     |
| 2011 | 1.609     |

Quelle:

## Söhne und Töchter von Cebollatí
- Maicol Santurio (* 1993), Fußballspieler